# Педро Льоренте
Педро Льоренте (на испански: Pedro Llorente, роден 19 октомври 1897 в град Елче) е испански футболен треньор. Заема треньорския пост в Реал Мадрид между 1926 – 1927 г.